# Narabi Rocks
Narabi Rocks är en kulle i Antarktis. Den ligger i Östantarktis. Norge gör anspråk på området. Toppen på Narabi Rocks är 67 meter över havet.
Terrängen runt Narabi Rocks är kuperad åt sydost, men norrut är den platt. Havet är nära Narabi Rocks åt nordväst. Trakten är obefolkad. Det finns inga samhällen i närheten. 